# Стрілянина у мечетях Крайстчерча
Масове вбивство мусульман у Крайстчерчі — терористичний акт, вчинений озброєним чоловіком у п'ятницю 15 березня 2019 року о 13:40 за місцевим часом у мечеті Ан-Нур та Ісламському центрі Лінвуд у Крайстчерчі в Новій Зеландії. 51 людина загинула, 40 людей було поранено.
Невдовзі після атаки було заарештовано Брентона Харрісона Тарранта, 28-річного австралійця із Графтона, Новий Південний Уельс.  Журналісти описували його як сторонника ідеології переваги білої раси. Він уживу транслював першу стрілянину на Facebook, а перед нападом опублікував маніфест. Згодом відео і маніфест були заборонені в Новій Зеландії та Австралії. У березні 2020 року Брентон визнав себе винним і був засуджений до довічного ув’язнення без можливості умовно-дострокового звільнення – перший подібний вирок у Новій Зеландії.
Напад було пов'язано зі зростанням ідеології переваги білої раси та ультраправого екстремізмому у всьому світі, що спостерігається приблизно з 2015 року. Політики та світові лідери засудили це, а прем’єр-міністр Нової Зеландії Джасінда Ардерн назвала це «одним із найтемніших днів» країни. Уряд заснував королівську комісію у органах безпеки після стрілянини, яка стала найсмертоноснішою в сучасній історії Нової Зеландії та найгіршою, коли-небудь скоєною громадянином Австралії. Комісія подала свій звіт до уряду 26 листопада 2020 року, деталі якого були оприлюднені 7 грудня.

## Передумови
Незадовго до нападу терорист Брентон Таррант опублікував 74-сторінковий маніфест, в якому стверджує, що «нещодавно я працював неповний робочий день як особа, що позбавляється кебабів». У своєму дописі він заперечує що є членом будь-якої організації, але пише, що його «справді надихнув» норвезький ультра-правий терорист Андерс Брейвік, який убив 77 людей у терористичному нападі неподалік норвезької столиці Осло в 2011 році. Перед нападом Брейвік теж публікував трактат на 1500 сторінок з сотнями посилань на конфлікти у Балканах. Згідно з даними видання The Economist, «Косово» згадується в стяжці Брейвіка 143 рази, «Сербія» — 341, «Боснія» — 343 рази, а «Албанія» з'являється 208 разів.
Брейвік тоді написав, що бомбардування НАТО Сербії під час війни в Косово 1999 року було головним мотивом його нападу. Він заявив, що «абсолютно неприйнятним» є те, що американські і європейські уряди «бомбили наших братів сербів». Таррант у своєму дописі так само пише про ці закиди що, США необхідно ослабити, щоб запобігти ще одній ситуації, коли «сили США/НАТО воюватимуть поруч з мусульманами і вбиватимуть християн-європейців, які намагалися видалити цих ісламських окупантів з Європи».
Таррант описує себе в своєму дописі «звичайного білого чоловіка, якому 28 років». Він характеризує атаку як «антиіміграційну, антиетнічну або антикультурну заміну».

## Хід подій

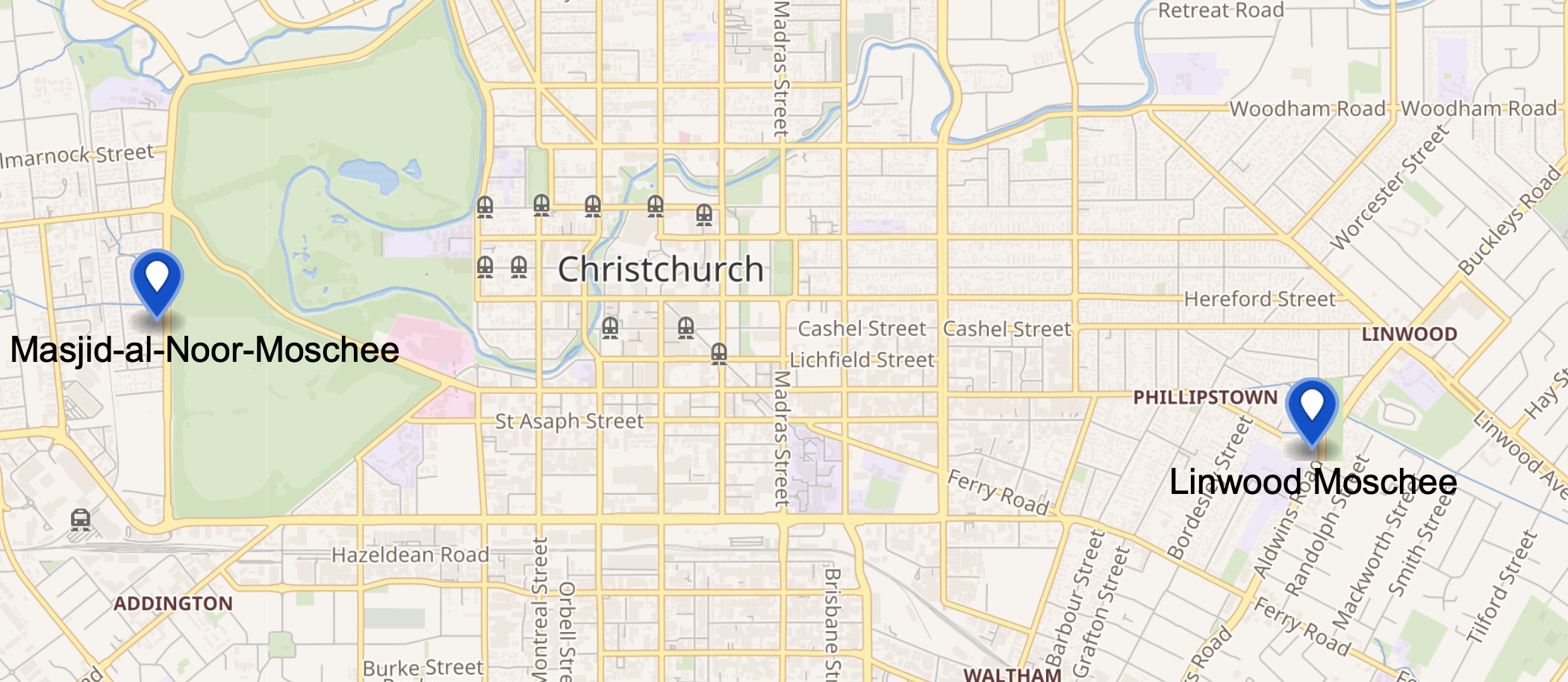

Терорист транслював у всі популярні мережі 17-хвилинне відео нападів на мечеті у новозеландському місті Крайстчерч. На трансляції чоловік, який ідентифікує себе як Брентон Таррант, їде до мечеті Ан-Нур, витягує із автівки зброю та вбиває людей у мечеті. Поки він їхав, на задньому плані лунала бойова мелодія сербської націоналістичної пісні «Serbia strong» у дуеті з робототехнічним голосом і вказівками GPS-системи водія. У терориста була зброя з нанесеними на ній «ключовими моментами для становлення європейської цивілізації». А саме, на магазині для напівавтоматичної гвинтівки Брентона Тарранта видно напис російською мовою «Сражение при Когуле 1770», а також болгарською «Битка при Булаир 1913». Також на ще одному магазині був надпис українською мовою «Павло Сергійович». Співробітник Інституту гуманітарних досліджень у Відні, дослідник європейських правих і їхніх зв'язків з Росією Антон Шеховцов припускає, що це посилання на Павла Лапшина.

## Загиблі та поранені
- Мечеть Ан-Нур в самому місті: 30 загиблих[2]
- Ісламський центр у Лінвуді (передмісті Крайстчерча): 10 загиблих[2]

| Постраждалі за громадянством |        |
| Громадянство                 | Вбитих |
| Пакистан                     | 9      |
| Індія                        | 5      |
| Єгипет                       | 4      |
| Йорданія                     | 4      |
| Сомалі                       | 4      |
| ОАЕ                          | 3      |
| Бангладеш                    | 2      |
| Афганістан                   | 2      |
| Сирія                        | 2      |
| Фіджі                        | 1      |
| Індонезія                    | 1      |
| Нова Зеландія                | 1      |
| Палестина                    | 1      |
| Саудівська Аравія            | 1      |
| Невідомо                     | 10     |
| Усього                       | 50     |

## Міжнародна реакція
- Україна: МЗС: Павло Клімкін: «Ми залишаємося разом з людьми Нової Зеландії і після жахливих атак мечеті в # Christchurch. Мої думки з усіма постраждалими від цього гнівного насильства і ненависті».[9]
- Туреччина: Президент: «Від імені моєї країни я висловлюю свої співчуття ісламському світу та народу Нової Зеландії, які були прицільні до цього жалюгідного акту — останній приклад зростання расизму та ісламофобії».[10]
- Європейський Союз: «З жахом ми дізналися про терористичну атаку на мусульманську громаду в Крайстчерчі. Ми щиро висловлюємо співчуття близьким потерпілим та спільноті в цілому. Сьогодні ЄС сумує з вами».[11]
- США: «Мої найтепліші співчуття та найкращі побажання до людей Нової Зеландії після жахливої різанини в мечетях. 49 безневинних людей так безглуздо загинули, і так багато більш серйозно поранених. США виступають за Нову Зеландію за все, що ми можемо зробити. Нехай Бог благословить усіх!»[12]

## Наслідки
Суд над Таррантом відбувся у Крайстчерчі 16 березня. Видання The New Zealand Herald описувало напад як найбільші масові вбивства в країні з 1943 року.
Тарранта було засуджено до довічного ув'язнення — на відміну від більшості таких засуджених у Новій Зеландії, без шансу на звільнення.

## Дивись також
- Стрілянина у Ель-Пасо
- Масова стрілянина в Арамоана